# Nina Osegueda
Balvina Montserrat Osegueda, més coneguda com a Nina Osegueda, (Washington DC, 14 de gener de 1984) és una cantant estatunidenca, d'ascendència catalana i salvadorenca, de música heavy metal.
Vocalista principal del grup A Sound of Thunder d'ençà el 2009, es va fer famosa internacionalment per la seva versió heavy metal de l'himne català, Els segadors, el 2017. Segons la cantant, aquesta versió d'Els Segadors és un homenatge a les seves arrels, i més concretament a la seva mare, una catalana de La Fatarella (la Terra Alta), que va emigrar als Estats Units durant el franquisme. El grup va interpretar aquesta peça en directe per primera vegada a Catalunya al Concert per la Llibertat dels Presos Polítics el 2 de desembre de 2017, davant de 50.000 persones.